# Pedro López de Aguirrebengoa
Pedro López de Aguirrebengoa (* 11. Februar 1936) ist ein ehemaliger spanischer Diplomat.

## Leben
Pedro López de Aguirrebengoa studierte Rechtswissenschaft und wurde 1936 Bachelor of Laws. Ab 1963 war er Gesandtschaftssekretär in Nouakchott. Von 1965 bis 1970 wurde in an den Konsulaten in Nador und Oujda beschäftigt. Ab 1971 leitete er im Außenministerium die Abteilungen Andenstaaten, Mittlerer Osten, Nordafrika. Ab 1973 leitete er die Abteilung Naher- und Mittlerer Osten der Unterabteilung Afrika Naher- und Mittlerer Osten. Ab 1977 leitete er die Abteilung Politik Afrika und Kontinentalasien.
Am 5. März 1982 wurde er zum Botschafter in Athen ernannt, wo er am 7. Februar 1986 abberufen und mit Dekret vom selben Tag zum ersten spanischen Botschafter in Tel Aviv ernannt wurde.
Mit Dekreten vom 23. Oktober 1992 wurde er aus Tel Aviv abberufen und zum Botschafter beim Heiligen Stuhl ernannt. Am 7. Dezember 1996 wurde er vom Heiligen Stuhl abberufen. Ab August 1997 wurde er in einer, von Enrique Múgica geleiteten, Kommission beschäftigt.
Am 11. November 2000 wurde er zum Botschafter in Kairo ernannt, wo er vor erreichen des 70. Lebensjahres am 10. Februar 2006 in den Ruhestand versetzt wurde.
| Vorgänger                | Amt                                                               | Nachfolger                                  |
| ------------------------ | ----------------------------------------------------------------- | ------------------------------------------- |
| Gabriel Mañueco de Lecea | Spanischer Botschafter in Athen 5. März 1982 – 7. Februar 1986    | Enrique Mahou Stauffer Alfonso Lucini Mateo |
| —                        | Botschafter in Tel Aviv 7. Februar 1986 – 23. Oktober 1992        | José Luis Crespo de Vega                    |
| Jesús Ezquerra Calvo     | Botschafter beim Heiligen Stuhl 23. Oktober 1992 – 25. April 1898 | Carlos Abella y Ramallo                     |
| Juan Alfonso Ortiz Ramos | Botschafter in Kairo 11. November 2000 – 10. Februar 2006         | Antonio López Martínez                      |